# Hysterura cervinaria
Hysterura cervinaria là một loài bướm đêm trong họ Geometridae.